# Калугин, Игорь Алексеевич
Игорь Алексеевич Калугин (1943, Москва, РСФСР, СССР — 2005, Москва, Российская Федерация) — советский и российский поэт, переводчик. Отчим художника Дмитрия Врубеля.

## Биография
Игорь Алексеевич Калугин родился в Москве, в 1943 году. Учился в Московском физико-технической институте, окончил филологический факультет Московского Государственного Университета (отделение германистики). Работал техническим сотрудником (пожарным; по другим данным — осветителем) в московском театре «Современник».
Писать начал с 1960-х годов. Дебютировал в 1972 году в альманахе «Родники». Печатался в альманахах «Поэзия», «Истоки»; в журналах «Новый мир», «Дружба народов», «Всемирная литература» (Минск), «Дон», «Литва литературная» (Вильнюс), «Континент».

Дмитрий Врубель вспоминал: 
Мой отчим, поэт Игорь Калугин, познакомил меня с разными большими художниками — с Володей Титовым, учеником Васи Ситникова, с Володей Овчинниковым. Титов и Овчинников тогда были звездами андеграунда. Помню, рисунок, который я им показывал, назывался «Голгофа». Это был 1977 год. На рисунке изображен зал, партийное собрание, на трибуне — Понтий Пилат в пиджаке, на сцене — крест, в зале — аплодирующая публика….
В 1970-х — 1980-х годах неоднократно принимал участие в знаменитых литературных вечерах-квартирниках Александра Кривомазова.
Был участником VII Всесоюзного совещания молодых писателей в 1979 году.
В 1983 году издана первая авторская книга стихотворений «Журавлиная воля».
Много и плодотворно работал в области поэтического перевода. Автор переводов Георга Тракля, Гюнтера Айха, Вольфганга Борхерта, Константы Ильдефонса Галчиньского, Чеслава Милоша и других. Некоторые стихи Калугина переведены на литовский язык.
Был одним из создателей и участников первого в СССР бесцензурного литературного альманаха «Весть», выпущенного в 1989 году. Идея альманаха существовала с 1986 года.

### Инцидент с захватом самолёта
18 апреля 1990 года Калугин после взлёта самолёта Ту-134, выполнявшего рейс Москва—Ленинград через стюардессу передал пилотам требование изменить курс и произвести посадку в Каунасе, якобы сказав, что он располагает неким «биологическим оружием», упакованным в целлофановый пакет (позже Калугин утверждал, что угрожал несуществующей «пластиковой бомбой»). Летчикам удалось убедить Кулагина в отсутствии технических возможностей посадить самолёт в каунасском аэропорту, и он согласился, чтобы самолёт произвел посадку в Вильнюсе. После посадки Калугин согласился покинуть самолёт, получив обещание о доставке его к председателю Верховного Совета Литвы В. Ландсбергису. В переговоры с угонщиком было поручено вступить исполняющему обязанности директора по авиационной безопасности авиакомпании «Летувос авиалинийос» Георгию Негрибецкому. Когда подали трап, и Калугин стал спускаться, Негребецкий и сотрудник транспортной милиции Здислав Овсянко задержали его. Он был посажен в машину. После осмотра небольшого багажа оказалось, что никаких опасных предметов в нём нет. Калугин заявил, что цель захвата самолёта — «обратить внимание мировой общественности» на события, происходящие в Литве, встретиться с Ландсбергисом и провести пресс-конференцию для зарубежных журналистов.
После допроса в литовском Департаменте государственной безопасности Калугин был этапирован в Москву, где содержался в следственном изоляторе «Матросская тишина». В результате психиатрической экспертизы он был признан невменяемым, и уголовное дело против него было прекращено в августе 1990 года.

### Дальнейшая жизнь
В 1990 году вышел второй поэтический сборник поэта «Стихотворения». В 1995 году в свет вышла очередная книга стихотворений Калугина «Пестрый роман». В 2002 году издан сборник стихов «Звезда Альдебаран». Произведения Калугина включены в сборник антологии русской поэзии XX века «Строфы века».
Скончался в 2005 году в Москве.

## Личная жизнь
Был женат на поэтессе Татьяне Юрьевне Врубель (1940—2005), отчим известного художника Дмитрия Владимировича Врубеля (1960—2022).